# Хута-Кремпска
Ху́та-Кре́мпска (пол. Huta Krempska) — село в Польше на территории гмины Кремпна Ясленского повета Подкарпатского воеводства.

## География
Село находится в 2 км от административного центра гмины села Кремпна, 28 км от города Ясло и 69 км от Кракова.

## История
В XVIII веке в селе было производство стекла.
В 1975—1998 года село входило в Кросненское воеводство.

## Источник
- Huta Polańska, Huta Nowa i Huta Krempska / Słownik geograficzny Królestwa Polskiego i innych krajów słowiańskich, III, 1882.